# Delia angustissima
Delia angustissima är en tvåvingeart som först beskrevs av Stein 1907.  Delia angustissima ingår i släktet Delia och familjen blomsterflugor. Inga underarter finns listade i Catalogue of Life.